# Elegant z Mosiny

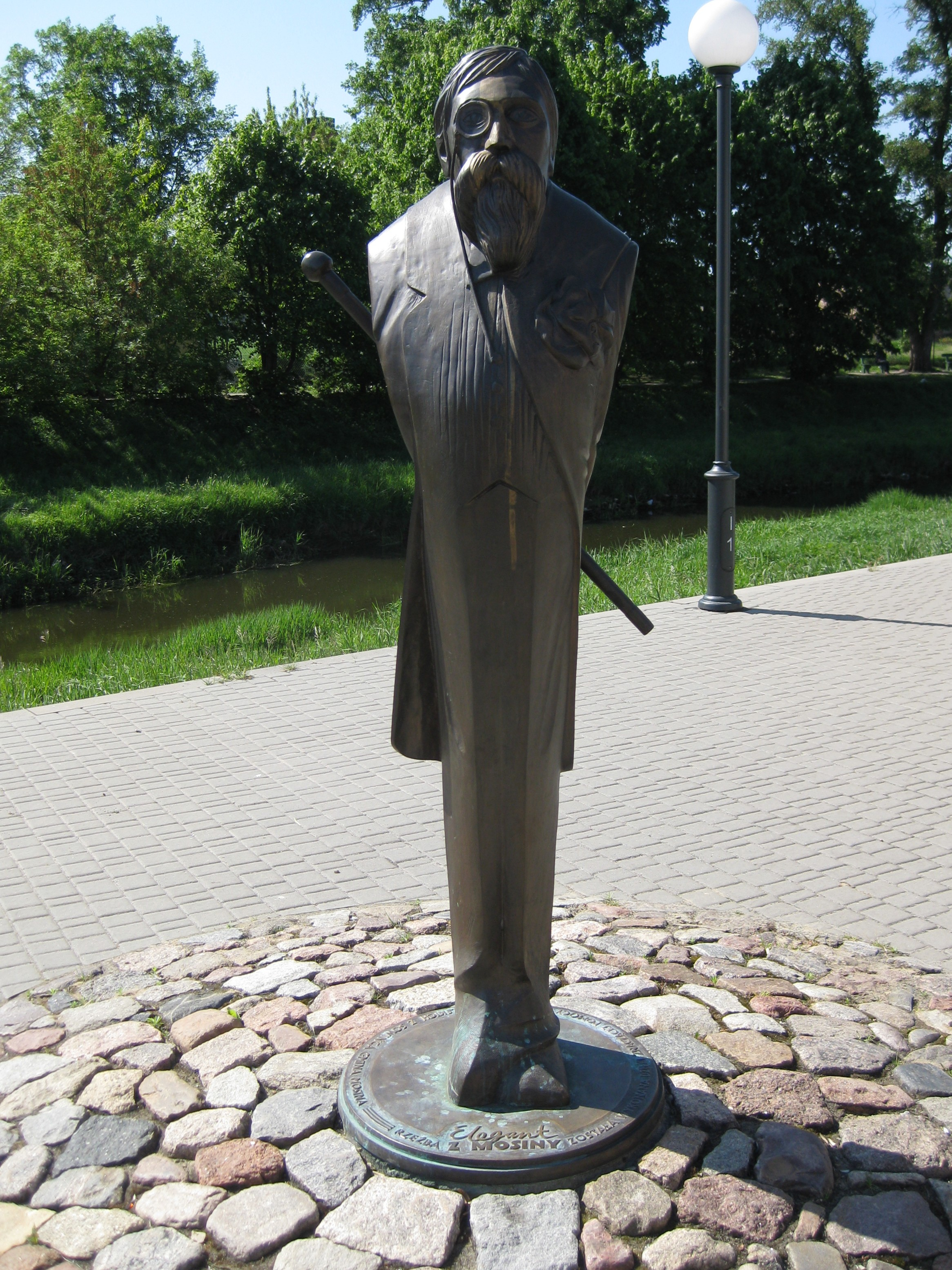
Pomnik eleganta z Mosiny w Mosinie

Elegant z Mosiny – karykatura elegancji i savoir vivre’u.
Symbol braku obycia i mało delikatnych manier.

## Etymologia
Najbardziej znana i jednocześnie najbardziej prawdopodobna etymologia zwrotu „elegant z Mosiny” sięga XIX wieku:
Burmistrz Mosiny został zaproszony przez władze Poznania i przyjęty w domu osobiście przez burmistrza tego miasta. Po noclegu, w trakcie wykwintnego śniadania, burmistrz Mosiny został grzecznościowo zapytany o to, jak mu się spało. „Wzbijając się na wyżyny elegancji”, gość przyznał, iż się nie wyspał, a powodem niewyspania i złego samopoczucia była niemożliwość rozwieszenia onuc pod powałą stropu (sypialnia, w której spał, w przeciwieństwie do izby w Mosinie, nie miała ani belek stropowych, ani tym bardziej gwoździ, na których można by wieszać brudne onuce i ubrania).

## Współczesny wizerunek
W ostatnich latach zarówno władze, jak i mieszkańcy Mosiny, dążąc do zmiany wizerunku swojego miasta, starają się zmienić również ten, poniekąd śmieszny, symbol. Powstało wiele historii rozsławiających elegancję mosińskich obywateli, niekiedy sięgających aż do czasów Jagiellonów. Władze miasta zdecydowały się postawić również pomnik „Eleganta z Mosiny” (odbiegający zupełnie estetyką od utrwalonego w Polsce wyobrażenia o tej postaci) oraz od 2013 roku organizują Bieg Eleganta.
Elegant z Mosiny, podobnie jak Sołtys Wąchocka, jest ikoną polskiego humoru i dystansu do samego siebie.